# Neolimnophila brevissima
Neolimnophila brevissima är en tvåvingeart som beskrevs av Alexander 1952. Neolimnophila brevissima ingår i släktet Neolimnophila och familjen småharkrankar. Inga underarter finns listade i Catalogue of Life.